# Оружейный плутоний

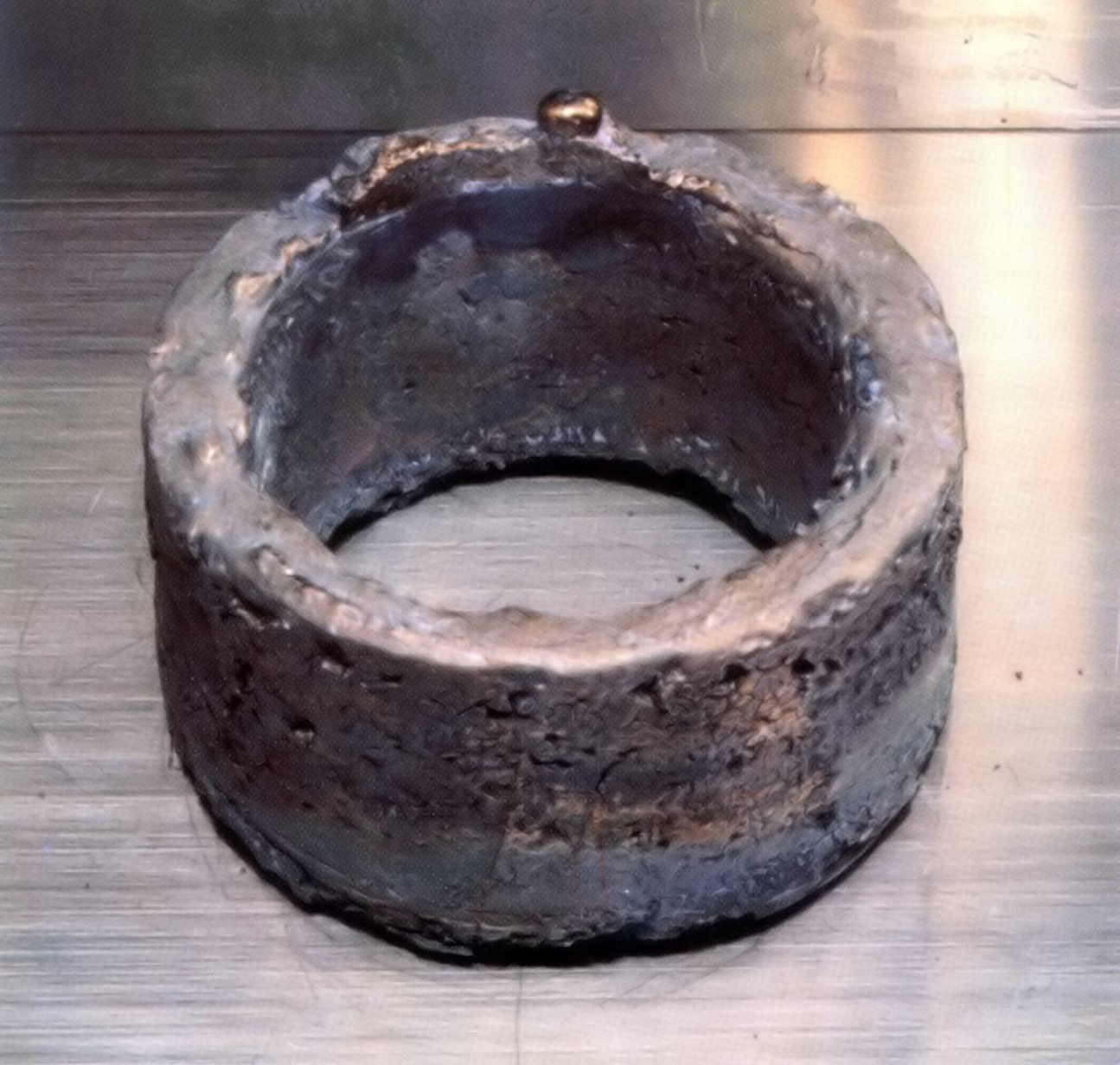
Кольцо чистого электрорафинированного оружейного плутония (99,996 %)

Оружейный плутоний или плутоний-239 — это плутоний в форме компактного металла, содержащий не менее 94 % изотопа 239Pu. Предназначается для создания ядерного оружия.

## Название и особенности
«Оружейным» его называют, чтобы отличить от «реакторного». Плутоний образуется в любом ядерном реакторе, работающем на природном или низкообогащённом уране, содержащем в основном изотоп 238U, при захвате им избыточных нейтронов. Но по мере работы реактора оружейный изотоп плутония быстро выгорает, в итоге в реакторе накапливается большое количество изотопов 240Pu, 241Pu и 242Pu, образующихся при последовательных захватах нескольких нейтронов — так как глубина выгорания обычно определяется экономическими факторами. Чем меньше глубина выгорания, тем меньше изотопов 240Pu, 241Pu и 242Pu, будет содержать плутоний, выделенный из облучённого ядерного топлива, и тем меньшее количество плутония в топливе образуется.
Специальное производство плутония для оружия, содержащего почти исключительно 239Pu, требуется, в основном, потому, что изотопы с массовыми числами 240 и 242 создают высокий нейтронный фон, затрудняющий конструирование эффективных ядерных боеприпасов, кроме того, 240Pu и 241Pu имеют существенно меньший период полураспада, чем 239Pu, из-за чего плутониевые детали нагреваются, и в конструкцию ядерного боеприпаса приходится дополнительно вводить элементы теплоотвода. Также, продукты распада тяжёлых изотопов портят кристаллическую решётку металла, что может привести к изменению формы деталей из плутония, что чревато отказом ядерного взрывного устройства. Из всех изотопов плутония 239Pu обладает наименьшей критической массой (порядка 10 кг против 87 кг — для 238Pu, 40 кг — для 240Pu, 12 кг — для 241Pu и 75-100 кг — для 242Pu).
В принципе, все эти затруднения преодолимы, и были успешно испытаны ядерные взрывные устройства из «реакторного» плутония, однако, в боеприпасах, где не последнюю роль играет компактность, малый вес, надёжность и долговечность, применяется исключительно специально произведённый оружейный плутоний.

## Производство
В СССР производство оружейного плутония осуществлялось сначала на комбинате «Маяк» в г. Озёрск (ранее Челябинск-40, Челябинск-65), затем на Сибирском химическом комбинате в г. Северск (ранее Томск-7), позже в эксплуатацию был введён Горно-химический комбинат в г. Железногорске (известен также, как Соцгород и Красноярск-26). С 1997 года нарабатываемый в России оружейный плутоний перестал использоваться в изготовлении ядерных зарядов, а начал поступать в хранилища в рамках исполнения Российской Федерацией «Соглашения между Правительством Российской Федерации и Правительством Соединенных Штатов Америки о сотрудничестве в отношении реакторов, производящих плутоний», вступившего в силу 23 сентября 1997 года. В 1999 году были остановлены реакторы в Озёрске и Северске, в 2010 году остановлен последний реактор в Железногорске.
В США оружейный плутоний производился в нескольких местах, например, в таких как Хэнфордский комплекс, расположенный в штате Вашингтон. Производство было закрыто в 1988 году.

## Утилизация
С конца 1990-х США и Россия разрабатывали соглашения по утилизации избыточного оружейного плутония.
2 сентября 1998 года президенты России и США приняли Совместное заявление «О принципах обращения и утилизации плутония, заявленного как не являющегося более необходимым для целей обороны».
Соглашение об утилизации плутония, не являющегося более необходимым для целей обороны, было подписано 29 августа 2000 года в Москве и 1 сентября 2000 года в Вашингтоне вице-президентом США Альбертом Гором и премьер-министром России Михаилом Касьяновым. Ратификация проведена в июне 2011 года. Соглашение предусматривало переработку 34 тонн плутония каждой из сторон.
Изначально, в 2001 году, планировалось начать утилизацию с 2007 года в объёме не менее 2 тонн в год. По сообщениям от 2010 года, начало утилизации планировалось на 2018 год
Осенью 2016 года Россия направила США уведомление о приостановлении действия соглашения, в связи с неисполнением США взятых на себя обязательств.